# Tower Bloxx
Tower Bloxx est un jeu vidéo de réflexion développé par Digital Chocolate, sorti à partir de 2007 sur navigateur web, iOS, Android, Windows Phone et Xbox Live Arcade. 

## Versions
La première version de Tower Bloxx est sortie en 2007 en Flash, sur navigateur web. Des éditions spéciales intitulées Santa's Tower Bloxx et 3D Santa's Tower Bloxx lui ont fait suite. Tower Bloxx Deluxe 3D est sorti en février 2008 sur iOS (et en 2009 sur Android et BlackBerry sous le titre de Tower Bloxx: My City). Un portage Windows est sorti en décembre 2008. City Bloxx, une version identique en contenu est embarquée sur plusieurs modèles de téléphones Nokia (ex. : 3600, 5300, 5310 et 5700). Le 21 octobre de cette même année, Tower Bloxx Deluxe sort sur Xbox Live Arcade.
Tower Bloxx: New York est disponible sur iOS, Android et BlackBerry en 2010 et sur Windows Phone en 2011.

## Accueil
Le jeu est cité dans le livre Les 1001 jeux vidéo auxquels il faut avoir joué dans sa vie.
Il a reçu un accueil correct de la presse spécialisée :
- IGN (Deluxe- XBLA) : 5,6/10[1].
- GameSpot (Deluxe - XBLA) : 6,5/10[2].
- Pocket Gamer (Deluxe 3D - iOS) : 7/10[3].